# Tangáxuan I
Tangáxoan I va ser cazonci de l'imperi purépetxa i pare de Tangaxoán II (qui va rendir l'imperi davant l'arribada de Cristóbal de Olid).
Era nebot de Tariácuri (emperador que va dividir l'imperi entre el seu fill i els seus nebots, tal és el cas).
En arribar l'emperador asteca Axayàcatl per a conquistar als purépetxa sorgeix la consolidació d'aquests tres imperis de nou quedant com un sol durant la guerra contra els asteques per mantenir la independència dels purépetxa.